# Trond Strande
Trond Strande (Molde, 24 novembre 1970) è un ex calciatore norvegese, di ruolo difensore.

## Carriera

### Club
Strande giocò per l'intera carriera nel Molde. Si ritirò nel 2007, dopo aver contribuito alla promozione nella Tippeligaen del club.
Vinse due edizioni della Norgesmesterskapet con questa squadra.

## Palmarès

### Giocatore

#### Club

##### Competizioni nazionali
- Coppa di Norvegia: 2

Molde: 1994, 2005